# Isla Chenega
La isla Chenega (en inglés: Chenega Island) es una isla en la parte sur de Alaska, en los Estados Unidos de América. Se encuentra en el golfo de Alaska, en la entrada del Prince William Sound, en su parte más oriental, al noroeste de la isla Knight y muy próxima al continente. La isla Chenega tiene una superficie de 57,084 km² y, después de la emigración masiva, quedó despoblada y no tenía población residente en el Censo de 2000. La isla está en el área delimitada del bosque nacional Chugach.
Es una isla de los aleutas, hogar tradicional de la comunidad de  Chenega, aunque gran parte de su población finalmente emigró a Chenega Bay en la cercana isla Evans después del terremoto del Viernes Santo de 1964 y del tsunami que lo acompañó. La isla Chenega y su hábitat circundante también se vieron muy afectados por el derrame de petróleo de Exxon Valdez en 1989. 

## Demografía
El asentamiento original de Chenega en la isla de Chenega apareció por primera vez en el censo estadounidense de 1880 como una aldea no incorporada. No apareció en el censo de 1890, pero volvió por separado en 1900. No volvió a aparecer hasta 1930 y 1940, cuando se le llamó erróneamente "Chanega". Fue devuelto nuevamente en 1950 y 1960 como Chenega. Con la destrucción de la aldea en 1964 y la partida de la mayoría de sus residentes restantes, dejó de aparecer en el censo como una aldea separada. El actual (nuevo) Chenega, un lugar designado por el censo (CDP,  census-designated place), se encuentra en la isla de Evans.
Evolución de la población histórica:
- 1880: 80
- 1900: 140
- 1930: 90
- 1940: 95
- 1950: 91
- 1960: 61